# (3563) Canterbury
(3563) Canterbury (1985 FE) – planetoida z grupy pasa głównego asteroid okrążająca Słońce w ciągu 4,68 lat w średniej odległości 2,8 j.a. Odkryli ją Pamela Kilmartin i Alan Gilmore 23 marca 1985 roku.